# Olympische Winterspiele 1956/Teilnehmer (Bolivien)
| Gelbes Symbol für Goldmedaillen mit stilisierten Olympischen Ringen | Graues Symbol für Silbermedaillen mit stilisierten Olympischen Ringen | Braundes Symbol für Bronzemedaillen mit stilisierten Olympischen Ringen |
| ------------------------------------------------------------------- | --------------------------------------------------------------------- | ----------------------------------------------------------------------- |
| —                                                                   | —                                                                     | —                                                                       |

Bolivien nahm bei den Olympischen Winterspielen 1956 in Cortina d’Ampezzo erstmals mit einem Sportler an Winterspielen teil.

## Teilnehmer nach Sportarten

### Ski Alpin
- René Farwig
Riesenslalom → 75. (+ 1 min 14,9 s)
Slalom → DNF